# Arvid Reuterdahl
Arvid Reuterdahl, född 15 februari 1876 i Ransäters socken i Värmlands län, död 1933, var en svensk-amerikansk ingenjör och brokonstruktör. Han var också grundare av Academy of Nations, en sammanslutning för "ny vetenskap" (new science) baserad på helhet, i motsats till den allt högre specialisering och abstraktion som bland annat Albert Einsteins relativitetsteori stod för.
Arvid Reutderdahls föräldrar var svenska jordbrukare och emigrerade 1882 till Providence, Rhode Island på USA:s östkust. Han fick alltså hela sin skolgång i USA och studerade 1893-1897 vid Brown University med ingenjörsexamen som Bachelor of Science. Han fortsatte att undervisa i matematik och fysik vid Brown och vid Technical High School i Providence. Han tog 1899 Master of Arts-examen, gifte sig 1902 med Elinor Louise Morrisson och var 1904-1905 professor i fysik vid Colby College i Waterville, Maine. Han utvecklade ett elektriskt batteri och grundade Reuterdahl Electric Co. för att exploatera uppfinningen. Han arbetade därefter för stadsbyggnadskontoret i Spokane, Washington och var 1908-1910 chef för dess brobyggnadsavdelning. I Boise, Idaho, var han 1913-1918 konsulterande ingenjör. Vid Kansas City Polytechnic Institute (grundat 1915, bytte 1919 namn till Junior College of Kansas City, sedan 1964 Metropolitan Community College) var han 1915-1917 professor i teoretisk och tillämpad mekanik. Han flyttade därefter till S:t Paul, Minnesota och var 1918-1922 dekanus för ingenjörs- och arkitekturfakulteten vid St. Thomas College (sedan 1991 University of St. Thomas).
Tillsammans med Robert T. Browne grundade han 1921 Academy of Nations (AoN) och var dess amerikanska generalsekreterare. Europeisk representant var Ernst Gehrcke i Berlin, som 1922 grundade den tyska avdelningen tillsammans med Hermann Fricke, Johannes Riem, Leonore Ripke-Kühn och Johannes Glaser. Till anhängarna i Sverige hörde Sten Lothigius och den pensionerade mekanikprofessorn Oscar Edvard Westin. En jugoslavisk avdelning grundades av Stjepan Mohorovičić. AoN tog som sin uppgift att motverka den allt högre specialiseringen av vetenskapen, och ville i stället sträva mot syntes och sammanhang. Vetenskapen skulle vara åskådlig och begriplig med sunda förnuftet. Konflikter mellan vetenskapsgrenar accepterades inte, utan skulle jämkas samman av en världstribunal. Namnet anspelar troligen på League of Nations (Nationernas förbund), grundat 1920. AoN har beskrivits som en sammanslutning av Einstein-motståndare. Av grundarmanifestets text ägnas hälften åt kritik av relativitetsteorin. Förutom att orsaka splittring, anklagades Einstein för plagiarism. Reuterdahl hade nämligen själv länge arbetat med en teori för rymdtiden, som inte var beroende av begreppet eter. Den tyska avdelningen av AoN torde ha upplösts i mitten av 1920-talet, medan den amerikanska förmodligen överlevde åtminstone till 1930.
Einstein-kritiken hade också en antisemitisk slagsida. Reuterdahl fick stöd från bilmagnaten Henry Ford, och redigerade 1921-1925 vetenskapsspalten "International Science Briefs" i Fords tidning The Dearborn Independent, där Fords antisemitiska uppsats "The International Jew" publicerades.
Reuterdahl lämnade sin befattning vid St. Thomas 1922 för att grunda Ramsey Institute of Technology, vars rektor han var fram till 1926. Han fortsatte som redaktör för Theistic Monthly, en tidskrift som knöt samman vetenskap och religion. Han grundade "Interchurch Theistic Alliance" och "International Theistic Society". Inför världsutställningen i Chicago 1933 planerade han ett "Temple of God of Science". Han var ledamot av många vetenskapliga sällskap samt frimurare.
Ett arkiv med hans efterlämnade papper finns i biblioteket på University of St. Thomas i St. Paul, Minnesota.

## Skrifter
- Electrolysis according to the energonic hypothosis (1904)
- Theory and design of reinforced concrete arches (1908)
- Scientific theism versus materialism, The space-time potential (1920)
- Einstein and the new science (1921)
- The cosmic energy unit and the atom (1923)
- A synthesis of number, space, time and energy and a physical basis for Plank's and Rydberg’s constants (1923)
- A physical basis for the constawt velocity of light (1925)
- The God of science (1928)
- The physical basis of the constant velocity of light (1929)